# 杰克·克拉克-索尔特
杰克-利亞姆·克拉克-索尔特（英語：Jake-Liam Clarke-Salter；1997年9月22日—），是一名英格蘭足球運動員，在場上的位置是中後衛。現效力於英冠球隊昆士柏流浪。

## 球會生涯

### 切尔西
克拉克-索尔特在2006年加入切尔西青訓學院，除了其中一年在瑟頓聯度過外，其餘青訓時間都在切尔西學習踢球。2015年夏天，他隨一隊前往美國展開季前集訓，但沒有上場。
2016年3月5日對斯托克城比賽，克拉克-索尔首次以替補身份現身比賽名單，但沒有上場，而比賽最終以1-1完場。4月2日對阿士東維拉，是他職業生涯首次上場，在74分鐘入替佩德罗，比賽最終以4-0大勝對手完結。

### 外借生涯
2016年8月31日，他與隊友查理·高基治一起外借至英甲球會布里斯托尔流浪者。9月28日作客谢菲尔德联的比賽首次上場，球隊以1-0落敗。10月18日對米尔顿凯恩斯的比賽，是他在布里斯托尔流浪者的第二場比賽，該比賽中他交出一助攻使球隊以3-3戰平。10月22日，他打進首顆職業生涯進球，使球隊以2-0擊敗奥尔德姆。11月22日以5-1輸給查尔顿竞技的比賽，他因手骨骨折而需要送醫治療。他在2017年3月11日對绍森德的比賽復出，在89分鐘入替。而對AFC溫布頓的比賽中則首次傷癒後先發出場。
2017年7月，他回到切尔西與球會簽下一份新的四年合約，獲分發35號球衣，及在英格蘭聯賽盃以5-1大勝诺丁汉森林賽事中上場。2018年1月28日，他被外借至桑德兰至季末，並在4-0輸給卡迪夫城的比賽中上場踢滿90分鐘。2月18日對米德尔斯堡的比賽中，他因為對阿當馬·查奧爾的攔截而被出示紅牌離場，比賽最終以3-3完場。停賽後復出對普雷斯顿的比賽，他再一次因為兩黃一紅而被罰離場。
2018年7月2日，他被外借至荷甲球會維迪斯。
2019年7月24日，克拉克-索尔特被外借至英冠球會伯明翰至季末。8月6日聯賽盃第一輪對朴茨茅斯的比賽，他首次代表新球會上場。10月1日，由於馬克·羅伯茨受傷，克拉克-索尔特才首次代表球會在聯賽上場對威根竞技，最終以1-0落敗。11月30日對米尔沃尔的比賽，他打進在伯明翰的首顆進球，最終以1-1完場。2020年10月16日，克拉克-索尔特再度外借回伯明翰，回歸後首場比賽是11月24日對卢顿。
2021年8月13日，克拉克-萨尔特以租借方式加盟英冠俱乐部考文垂，直到赛季结束。克拉克-萨尔特是考文垂队的主力，他的租借生涯基本成功，为俱乐部出场29次，伤病阻碍了他做出更多的贡献。2022年6月10日，切尔西宣布他将离开俱乐部。

## 國家隊生涯
克拉克-索尔特入選英格蘭U20參加2017年國際足協U-20世界盃，7場賽事中共上場4次，但在決賽中的失誤讓對手得到一球爭議性的點球，該球被英格蘭守門員弗雷迪·伍德曼救出，最終英格蘭以1-0擊敗委内瑞拉贏得U20世界盃。
2018年3月24日舉行的2019年歐洲U-21足球錦標賽資格賽對羅馬尼亞U21，克拉克-索尔特首次代表英格蘭U21上場及打進首顆國家青年隊進球，以2-1取勝。決賽週期間，他被任命為U21隊長。